# 凯尔西地区圣莫里斯
凯尔西地区圣莫里斯（法語：Saint-Maurice-en-Quercy，法語發音：[sɛ̃ moʁis ɑ̃ kɛʁsi]）是法国洛特省的一个市镇，属于菲雅克区。

## 地理
凯尔西地区圣莫里斯（44°44'36"N, 1°56'51"E）面积13 平方千米，位于法国奧克西塔尼大區洛特省，该省份为法国西南部内陆省份，北起顺时针与科雷兹省、康塔爾省、阿韦龙省、塔恩-加龙省、洛特-加龍省和多尔多涅省接壤。
与凯尔西地区圣莫里斯接壤的市镇（或旧市镇、城区）包括：埃斯佩鲁、拉巴蒂德、拉卡佩勒马里瓦勒、泰鲁。

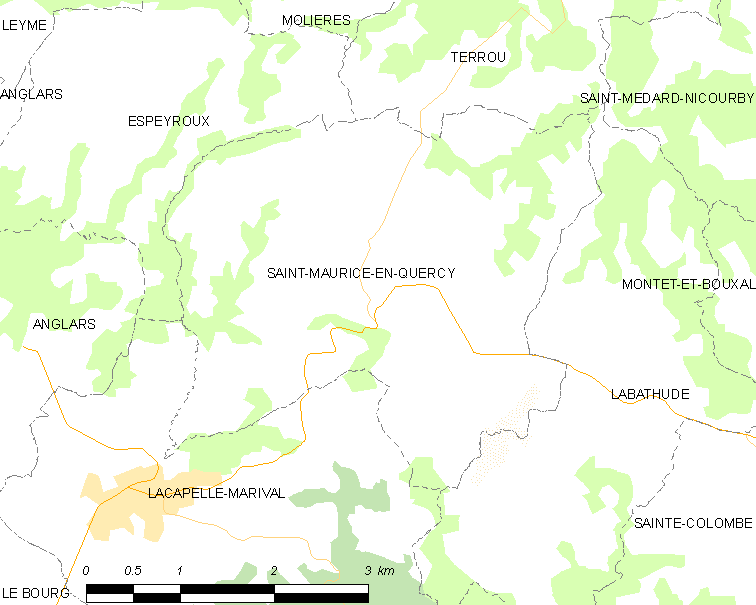
凯尔西地区圣莫里斯的OSM定位图

凯尔西地区圣莫里斯的时区为UTC+01:00、UTC+02:00（夏令时）。

## 行政
凯尔西地区圣莫里斯的邮政编码为46120，INSEE市镇编码为46279。

## 政治
凯尔西地区圣莫里斯所属的省级选区为拉卡佩勒马里瓦勒县。

## 人口

1962-2008年间凯尔西地区圣莫里斯人口变化图示

凯尔西地区圣莫里斯于2022年1月1日时的人口数量为205人。